# Oroczon 1-j
Oroczon 1-j (ros. Орочён 1-й), Oroczen 1-j (jakuc. Орочен 1-й) – wieś w Rosji, w Jakucji na obszarze ułusu ałdańskiego.

## Historia
Wieś założona w 1927. Leży nad rzeką Orto-Sała. Przez wieś przebiega Magistrala Amursko-Jakucka.
Około 5 km na północ od wsi Oroczon 1-j (Pierwszy Oroczen) leży wieś Oroczon 2-j (Drugi Oroczen). Obie wsie połączyła droga.
We wsi przed 1940 powstał szpital.
W myśl ustawy Republiki Sacha (Jakucji) z 30 listopada 2004 wieś została włączona do utworzonego podmiotu miejskiego „Osiedla Miejskiego Leninskij”.